# Pierwszy rząd Johna Russella

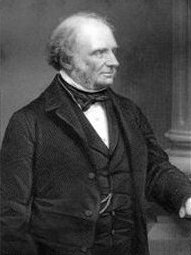
Lord John Russell, premier, pierwszy lord skarbu, przewodniczący Izby Gmin

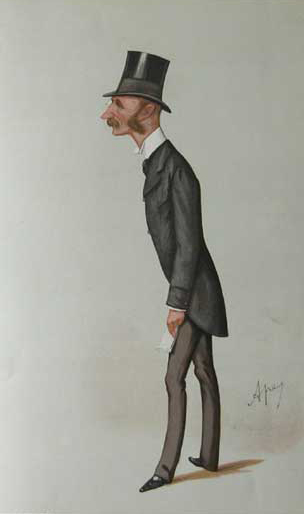
Wicehrabia Ebrington, młodszy lord skarbu, parlamentarny sekretarz przy Radzie Praw Biednych

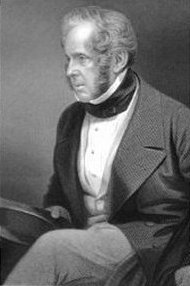
Wicehrabia Palmerston, minister spraw zagranicznych

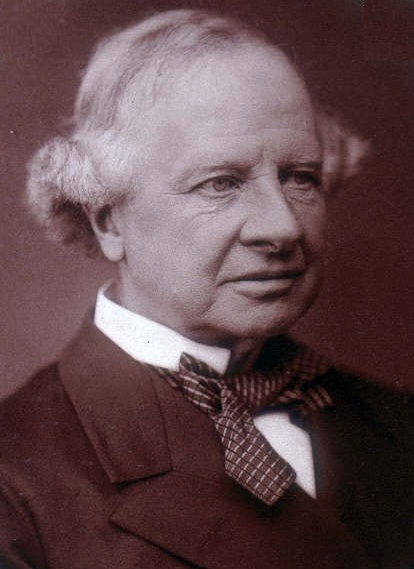
Hrabia Grenville, opiekun stajni królewskich, Paymaster-General, wiceprzewodniczący Zarządu Handlu, minister spraw zagranicznych

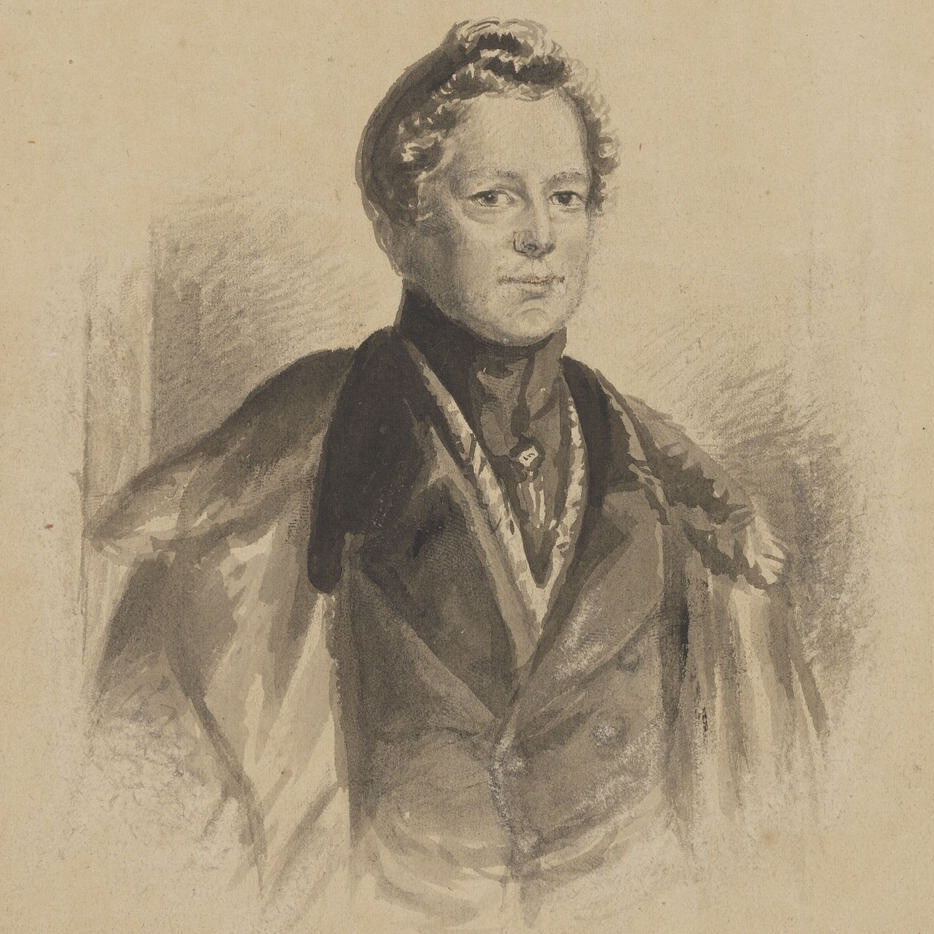
Fox Maule, sekretarz ds. wojny, przewodniczący Rady Kontroli

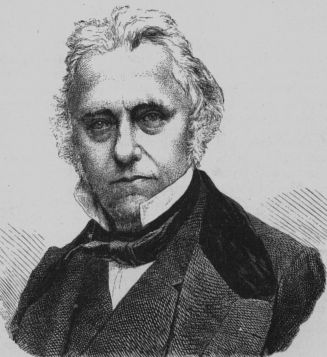
Thomas Macaulay, Paymaster-General

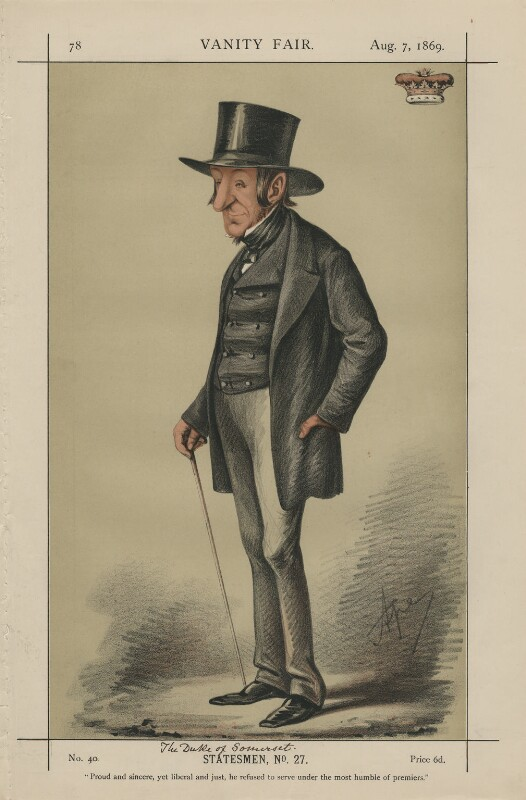
Lord Seymour, pierwszy komisarz ds. lasów, pierwszy komisarz ds. prac publicznych

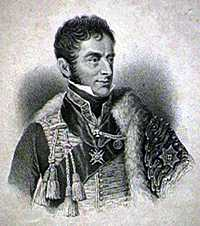
Markiz Anglesey, generał artylerii

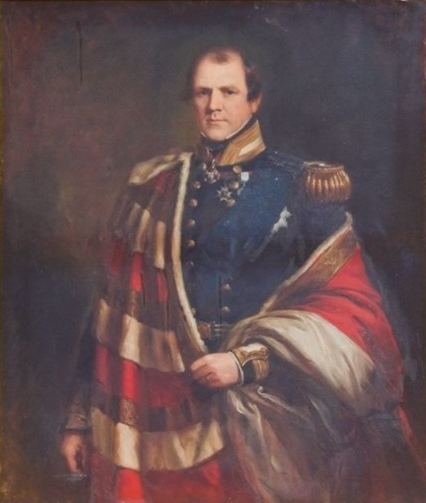
Hrabia Spencer, lord szambelan

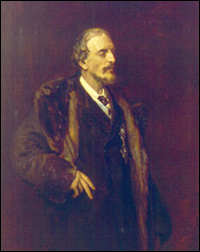
Baron Dufferin i Claneboye, lord-in-waiting

Pierwszy rząd pod przewodnictwem lorda Johna Russella, istniał od 30 czerwca 1846 do 21 lutego 1852 r.
Członków ścisłego gabinetu wyróżniono tłustym drukiem.

## Skład rządu
| Urząd                                                  | Imię i nazwisko | Kadencja                                                              |
| ------------------------------------------------------ | --- | --------------------------------------------------------------------- |
| Premier Pierwszy Lord Skarbu Przewodniczący Izby Gmin  | Lord John Russell | 1846–1852                                                             |
|                                                        | |                                                                       |
| Kanclerz skarbu                                        | Charles Wood | 1846–1852                                                             |
| Parlamentarny sekretarz skarbu                         | Henry Tufnell | 1846–1852                                                             |
| Finansowy sekretarz skarbu                             | John Parker William Goodenough Hayter George Cornewall Lewis | 1846–1849 1849–1850 1850–1852                                         |
| Młodsi lordowie skarbu                                 | Hugh Fortescue, wicehrabia Ebrington Denis O’Conor William Gibson-Craig Henry Rich Richard Bellew Henry Petty-Fitzmaurice, hrabia Kerry | 1846–1847 1846–1852 1847–1852 1847–1848                               |
| Lord kanclerz                                          | Charles Pepys, 1. hrabia Cottenham vacat Thomas Wilde, 1. baron Truro | 1846–1850 1850 1850–1852                                              |
| Lord przewodniczący Rady Przewodniczący Izby Lordów    | Henry Petty-Fitzmaurice, 3. markiz Lansdowne | 1846–1852                                                             |
| Lord tajnej pieczęci                                   | Gilbert Elliot-Murray-Kynynmound, 2. hrabia Minto | 1846–1852                                                             |
| Minister spraw wewnętrznych                            | George Grey | 1846–1852                                                             |
| Podsekretarz stanu w ministerstwie spraw wewnętrznych  | William Sommerville Denis Le Marchant George Cornewall Lewis Edward Pleydell-Bouverie | 1846–1847 1847–1848 1848–1850 1850–1852                               |
| Minister spraw zagranicznych                           | Henry Temple, 3. wicehrabia Palmerston Granville Leveson-Gower, 2. hrabia Granville | 1846–1851 1851–1852                                                   |
| Podsekretarz stanu w ministerstwie spraw zagranicznych | Edward John Stanley Austen Henry Layard | 1846–1852 1852                                                        |
| Minister wojny i kolonii                               | Henry Grey, 3. hrabia Grey | 1846–1852                                                             |
| Podsekretarz stanu w ministerstwie wojny i kolonii     | Benjamin Hawes Frederick Peel | 1846–1851 1851–1852                                                   |
| Przewodniczący Rady Kontroli                           | John Hobhouse Fox Maule | 1846–1852 1852                                                        |
| Sekretarz Rady Kontroli                                | George Stevens Byng Thomas Wyse George Cornewall Lewis James Wilson John Edmund Elliot | 1846–1847 1846–1849 1847–1848 1848–1852 1849–1852                     |
| Pierwszy lord Admiralicji                              | George Eden, 1. hrabia Auckland Francis Baring | 1846–1849 1849–1852                                                   |
| Sekretarz przy Admiralicji                             | Henry George Ward John Parker | 1846–1849 1849–1852                                                   |
| Cywilny lord Admiralicji                               | William Cowper | 1846–1852                                                             |
| Główny sekretarz Irlandii                              | Henry Labouchere William Sommerville | 1846–1847 1847–1852                                                   |
| Lord namiestnik Irlandii                               | John Ponsonby, 4. hrabia Bessborough George Villiers, 4. hrabia Clarendon | 1846–1847 1847–1852                                                   |
| Kanclerz Księstwa Lancaster                            | John Campbell, 1. baron Campbell George Howard, 7. hrabia Carlisle | 1846–1850 1850–1852                                                   |
| Paymaster-General                                      | Thomas Macaulay Granville Leveson-Gower, 2. hrabia Granville Edward Stanley, 2. baron Stanley of Alderley | 1846–1848 1848–1852 1852                                              |
| Poczmistrz generalny                                   | Ulick de Burgh, 1. markiz Clanricarde | 1846–1852                                                             |
| Przewodniczący Zarządu Handlu                          | George Villiers, 4. hrabia Clarendon Henry Labouchere | 1846–1847 1847–1852                                                   |
| Wiceprzewodniczący Zarządu Handlu                      | Thomas Milner Gibson Granville Leveson-Gower, 2. hrabia Granville Edward Stanley, 2. baron Stanley of Alderley | 1846–1848 1848–1852 1852                                              |
| Pierwszy Komisarz ds. Lasów                            | George Howard, 7. hrabia Carlisle Edward Seymour, lord Seymour | 1846–1849 1849–1851                                                   |
| Pierwszy komisarz ds. prac publicznych                 | Edward Seymour, lord Seymour | 1851–1852                                                             |
| Generał artylerii                                      | Henry Paget, 1. markiz Anglesey | 1846–1852                                                             |
| Zastępca generała artylerii                            | Charles Richard Fox | 1846–1852                                                             |
| Skarbnik artylerii                                     | George Anson | 1846–1852                                                             |
| Zaopatrzeniowiec artylerii                             | Thomas Hastings | 1846–1852                                                             |
| Przewodniczący Rady Praw Biednych                      | Charles Buller Matthew Talbot Baines | 1847–1849 1849–1852                                                   |
| Parlamentarny sekretarz przy Radzie Praw Biednych      | Hugh Fortescue, wicehrabia Ebrington Ralph William Grey | 1847–1851 1851–1852                                                   |
| Parlamentarny sekretarz przy Radzie Praw Biednych      | Fox Maule Robert Vernon Smith | 1846–1852 1852                                                        |
| Prokurator generalny                                   | Thomas Wilde John Jervis John Romilly Alexander Cockburn | 1846 1846–1850 1850–1851 1851–1852                                    |
| Radca generalny Anglii i Walii                         | John Jervis David Dundas John Romilly Alexander Cockburn William Wood | 1846 1846–1848 1848–1850 1850–1851 1851–1852                          |
| Najwyższy Sędzia Wojskowy                              | Charles Buller William Goodenough Hayter David Dundas | 1846–1847 1847–1849 1849–1852                                         |
| Lord adwokat                                           | Andrew Rutherfurd James Moncreiff | 1846–1851 1851–1852                                                   |
| Solicitor General dla Szkocji                          | Thomas Maitland James Moncreiff John Cowan George Deas | 1846–1850 1850–1851 1851 1851–1852                                    |
| Prokurator Generalny dla Irlandii                      | Richard Moore James Henry Monaham John Hatchell | 1846–1847 1847–1850 1850–1852                                         |
| Solicitor General dla Irlandii                         | James Henry Monaham John Hatchell Henry George Hughes | 1846–1847 1847–1850 1850–1852                                         |
| Lord steward                                           | Hugh Fortescue, 2. hrabia Fortescur Richard Grosvenor, 2. markiz Westminster | 1846–1850 1850–1852                                                   |
| Lord szambelan                                         | Frederick Spencer, 4. hrabia Spencer John Campbell, 2. markiz Breadalbane | 1846–1848 1848–1852                                                   |
| Wiceszambelan Dworu Królewskiego                       | Lord Ernest Brudenell-Bruce | 1846–1852                                                             |
| Koniuszy królewski                                     | Henry Howard, 13. książę Norfolk | 1846–1852                                                             |
| Skarbnik Dworu Królewskiego                            | Lord Robert Grosvenor Lord Arthur Hill | 1846–1847 1847–1852                                                   |
| Kontroler Dworu Królewskiego                           | Lord Arthur Hill William Lascelles George Phipps, hrabia Mulgrave | 1846–1847 1847–1851 1851–1852                                         |
| Kapitan Gentelmen-at-Arms                              | Thomas Foley, 4. baron Foley | 1846–1852                                                             |
| Kapitan Ochotników Gwardii                             | Lucius Cary, 10. wicehrabia Falkland George Chichester, 3. markiz Donegall | 1846–1848 1848–1852                                                   |
| Opiekun stajni królewskich                             | Granville Leveson-Gower, 2. hrabia Granville John Ponsonby, 5. hrabia Bessborough | 1846–1848 1848–1852                                                   |
| Chief Equerry Clerk Marshal                            | Alfred Paget | 1846–1852                                                             |
| Mistress of the Robes                                  | Harriet Sutherland-Leveson-Gower, księżna Sutherland | 1846–1852                                                             |
| Lord-in-waiting                                        | Edmund Parker, 2. hrabia Morley Henry Moreton, 2. hrabia Ducie Henry Cavendish, 3. baron Waterpark Thomas Stonor, 3. baron Camoys George Douglas, 17. hrabia Morton John Butler, 2. markiz Ormonde John Elphinstone, 13. lord Elphinstone Frederick Blackwood, 5. baron Dufferin i Claneboye | 1846–1852 1846–1847 1846–1852 1846–1849 1846–1852 1847–1852 1849–1852 |